# Heinz Schulze (Modedesigner)
Heinz Schulze, ab 1953 Heinz Schulze-Varell, (* 21. August 1907 in Berlin-Schöneberg; † 29. Mai 1985 in München) war ein deutscher Modedesigner. Schulze gehörte zu den bedeutendsten Couturiers seiner Zeit. Von ihm stammten zahlreiche Kleider und Kostüme für den deutschen Film, unter anderem für die Filmstars Zarah Leander und Lilian Harvey.

## Leben

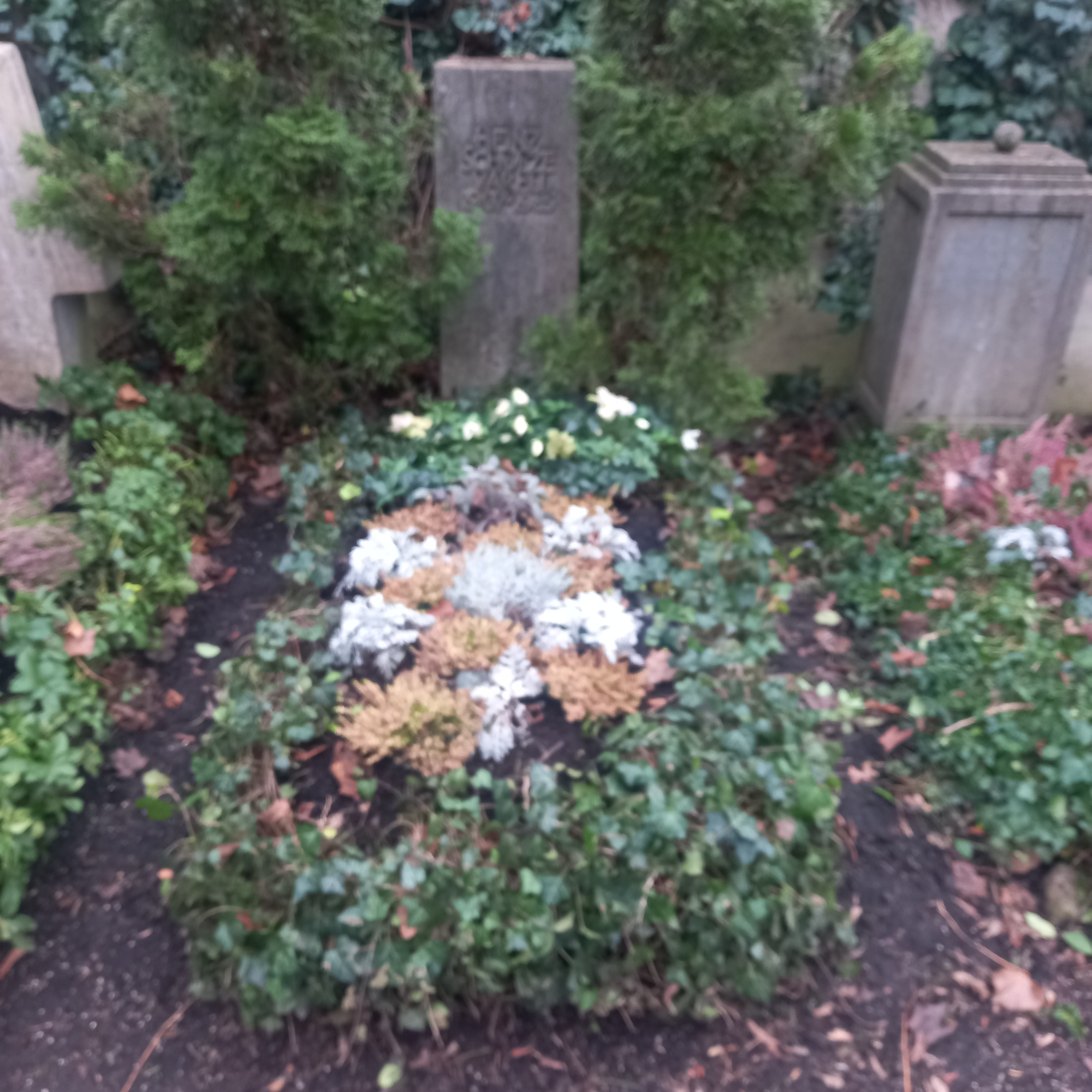
Das Grab von Heinz Schulze auf dem Bogenhausener Friedhof in München

Heinz Arthur Schulze war der Sohn des Hoteliers Arthur Schulze und dessen Ehefrau Herta. Er beendete die Schule mit der Mittleren Reife und begann 1923 eine Kaufmannslehre in zwei Berliner Konfektionshäusern. 1928 lernte er dabei die Modezeichnerin Margarete Kickler (* 1907) kennen, die er 1932 heiratete. „Kiki“ wurde auch Schulzes Model, an dem er seine Kreationen zuerst testete. 1934 eröffnete er seinen eigenen Modesalon „Schulze-Bibernell“. Zu seinen Kundinnen, die er zunehmend auch in anderen Modedingen (Handtaschen, Hüte etc.) beriet, gehörten Frauen des Films, des Adels sowie die Ehefrauen und Töchter hochrangiger Nationalsozialisten.
1943 wurde Schulze Kostümchef bei der UFA-Filmgesellschaft. Weil er aber eine „Treueerklärung“ an den „Führer“ (Adolf Hitler) verweigerte, zog man ihn zum Militärdienst ein. Wenig später konnte er seine Familie in Bayern in Sicherheit bringen; er selbst folgte am Ende des Zweiten Weltkriegs nach.
Für die US-amerikanische Militärregierung war Schulze ein Vorzeigekünstler, der sich dem Nationalsozialismus weitgehend verweigert hatte. Sie widmeten ihm in ihrer Zeitschrift Heute in der Ausgabe vom 15. Februar 1947 eine Doppelseite und stellten ihn als beispielhaft für modernes deutsches Modedesign hin. 1948 entstand in München der Modesalon „Heinz A. Schulze“, ab 1953 wurde daraus „Schulze-Varell“. Es folgte eine internationale Karriere, die Schulze nach Paris und Asien führte. 1973 lehrte er an der Deutschen Meisterschule für Mode in München. Sein letztes, wegen der zurückgegangenen Nachfrage nach individuell angefertigten Abendkleidern verkleinertes Geschäft, lag an der Münchner Prinzregentenstraße.

## Auszeichnungen
- 1952: Staatspreis der Bayerischen Regierung
- 1955: Bayerischer Verdienstorden